# Майданов, Николай Саинович
Никола́й Саи́нович Майда́нов (в некоторых публикациях также именуется Каирболат и Каиргельды Саинович Майданов; каз. Қайырболат Сайынұлы Майданов; 7 февраля 1956, Таскудук, Джамбейтинский район, Уральская область, Казахская ССР, СССР — 28 января 2000, Аргунское ущелье, Чечня, Россия) — советский, казахстанский и российский военачальник, Герой Советского Союза, Герой Российской Федерации (один из четырёх человек, удостоенных обоих званий), полковник.

## Биография

Могила Майданова на Серафимовском кладбище Санкт-Петербурга.

Николай Саинович Майданов (первое имя Каиргельды), родился в семье казаха и немки в посёлке Таскудук Джамбейтинского района Уральской области, Казахская ССР, СССР. После окончания школы в 1973 году поступил в Актюбинское высшее лётное училище гражданской авиации, но из-за того, что его друг не прошёл лётную врачебной комиссией, в знак солидарности забрал документы. Срочную службу проходил в Группе советских войск в Германии.
После окончания службы в 1976 году поступил в Саратовское высшее военное авиационное училище лётчиков. После окончания училища служил в Южной группе войск, Одесском, Забайкальском и Туркестанском военных округах. Летал на вертолётах Ми-6 и Ми-8.
В 1984 был направлен в первую командировку в Афганистан. Второй раз в Афганистан Майданов был направлен в 1987 году. Принимал участие в десантных операциях в районах Панджшера, Ташкудука, Мазари-Шарифа, Газни, Джелалабада. Всего за время командировок в Афганистан Майданов совершил 1250 боевых вылетов. Общий налёт составил 1100 часов. Лично вывез с поля боя 85 раненых солдат и офицеров, перевёз до 1000 десантников и 100 тонн грузов.
Указом Президиума Верховного Совета СССР от 29 июля 1988 года за мужество и героизм, проявленные при выполнении воинского долга, Николаю Саиновичу Майданову было присвоено звание Героя Советского Союза с вручением ордена Ленина и медали «Золотая Звезда» (№ 11582).
В 1992 году окончил Военно-воздушную академию имени Ю. А. Гагарина. После распада СССР продолжил службу в Вооружённых силах Республики Казахстан в должности командира 157-го отдельного транспортного вертолётного полка в городе Тараз.
В 1997 году Майданов переехал с семьёй в Россию и поступил на службу в авиации Сухопутных войск Российской Федерации. Командовал вертолётным полком Ленинградского военного округа, дислоцированным под Санкт-Петербургом в посёлке Агалатово.
В 1999—2000 годах командир 325-го отдельного транспортно-боевого вертолётного полка полковник Н. С. Майданов принимал участие во Второй чеченской войне.
28 января 2000 года при проведении боевой операции полковник Майданов был смертельно ранен и скончался в кабине боевой машины, до последнего борясь за жизни находящихся на борту и пытаясь посадить вертолёт.
Газета «Труд» писала:

При выполнении боевой задачи в Чечне по десантированию штурмовой группы в районе Аргунского ущелья был обстрелян вертолёт, который пилотировал командир части Герой Советского Союза полковник Николай Майданов. Как сообщили „Интерфаксу“ в Минобороны, „несмотря на тяжёлые ранения, полковник Майданов выполнил поставленную задачу — дотянуть до аэродрома, однако на то, чтобы посадить машину, у него не осталось сил“. От полученных ранений полковник скончался в кабине своего вертолёта, который посадил его помощник. Инцидент произошёл в пятницу, 28 января. В Минобороны сообщили, что похороны полковника Майданова пройдут в среду в Санкт-Петербурге.
В 2000 году Николаю Майданову было присвоено звание Героя Российской Федерации (посмертно).

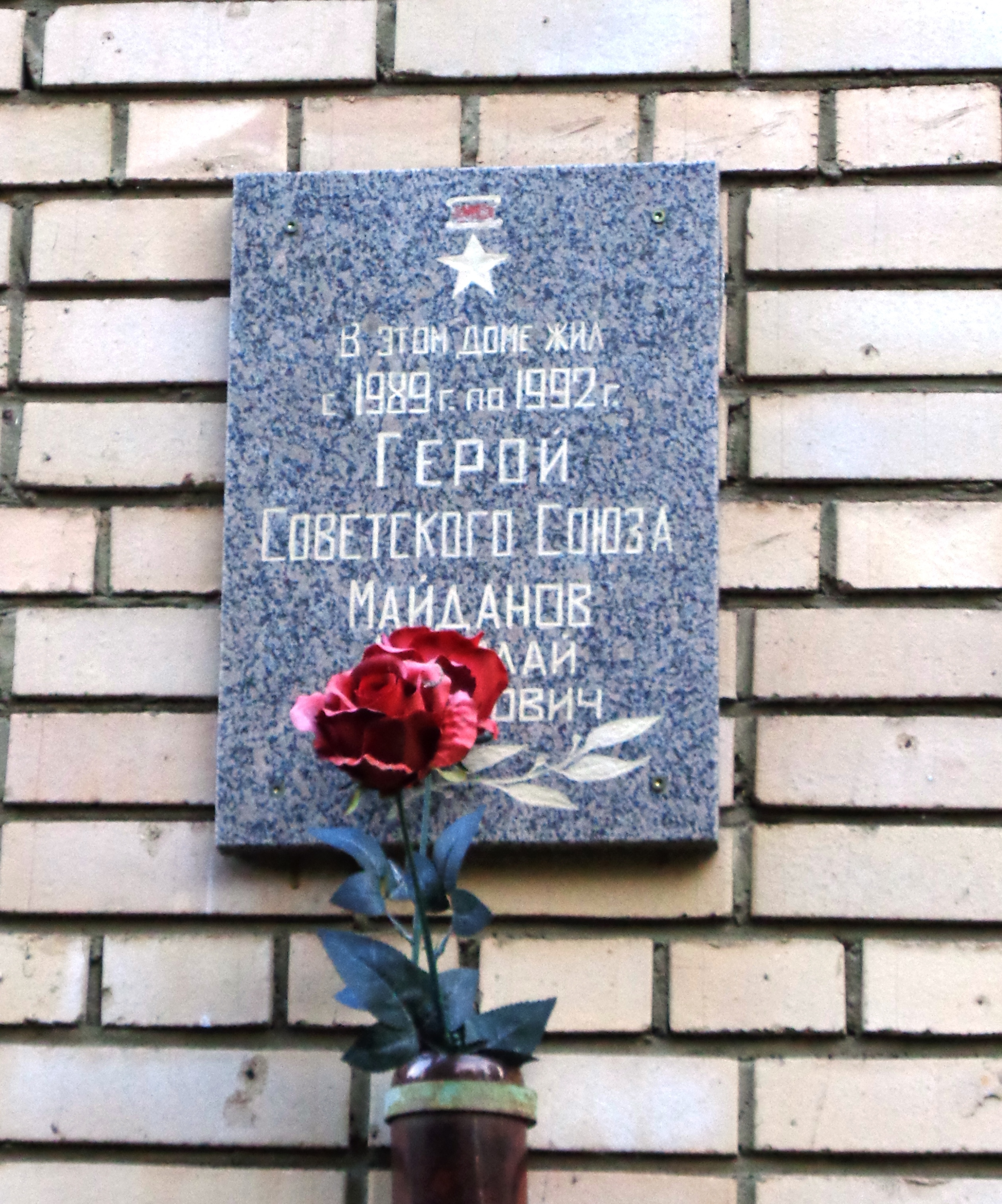
Мемориальная доска на доме в посёлке Монино Московской области, где проживал Герой Советского Союза Н. С. Майданов.

Похоронен в Санкт-Петербурге на Аллее Героев Серафимовского кладбища (Дубовый участок).
Есть два сына-военнослужащих.

## Награды
- Герой Российской Федерации (посмертно)[10]
- Герой Советского Союза[10]
- орден Мужества[10]
- орден Ленина[10]
- орден Красного Знамени[10]
- орден Красной Звезды[10]
- орден «За службу Родине в Вооружённых Силах СССР» III степени[10]
- медаль Суворова
- другие медали

## Память

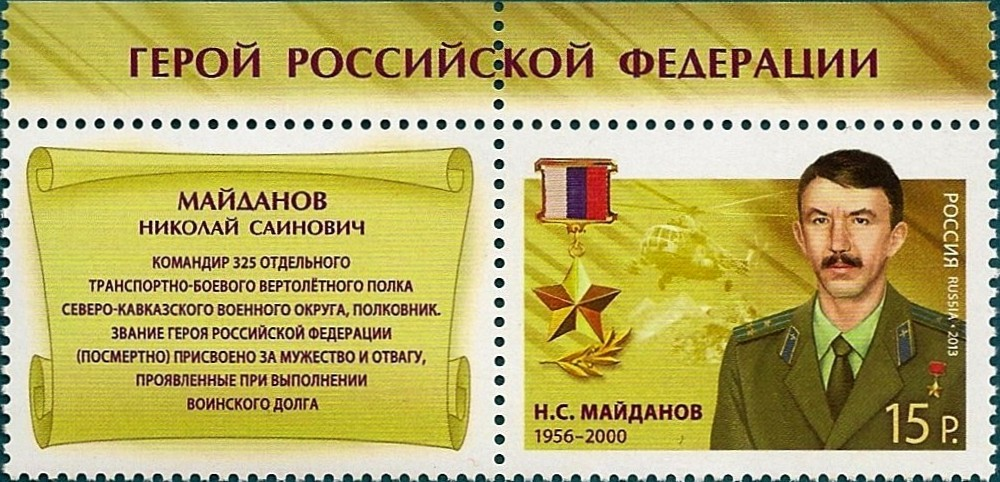
Почтовая марка России 2013 года.

Бюст Героя Советского Союза и Героя Российской Федерации полковника Николая Майданова на Аллее Героев в Московском парке Победы в Санкт-Петербурге

- Имя Героя на мемориальной доске на здании Саратовского лётного училища.
- Мемориальная доска на доме, где жил Герой: Московская область, Монино, улица Маслова, 9.
- Памятник на Аллее Героев Серафимовского кладбища Санкт-Петербурга.
- Памятный баннер Аллеи Героев на центральной улице с. Жымпиты, Западно-Казахстанской Области.
- Мемориальная доска на доме г. Могоча, Читинской области, где жил Майданов Н. С.
- Мемориальная доска на школе им. Алтынсарина в Уральской области, где учился Майданов Н. С. с 1963 по 1973 г.г.
- Памятная доска в СОШ им. Кадыра Мырзагали в с. Жымпиты Сырымского района Западно-Казахстанской области, Казахстан.
- Мемориальная доска в посёлке Агалатово на доме, где он жил.
- Мемориальная доска на Агалатовской школе.
- В честь 100-летия ВВС России в 2012 году в Агалатово был установлен на постаменте в качестве памятника военный вертолет Ми-8. На него нанесён номер 61, поскольку таким был номер вертолета Н. С. Майданова, на котором он погиб[11][12].
- Бюст Н. С. Майданова в парке авиаторов Агалатово. Установлен в 2022 году
- Мемориальная доска на доме в военном городке, где жил герой: Ростовская область, станица Егорлыкская, улица Шаплыгина, 6.
- Памятник возле военно-технической школы по улице Абулхаир-хана в Уральске.
- Памятник Майданову Н. С. от жителей села Тупик в Тунгиро-Олекминском районе Забайкальского края.
- Бюст на Аллее Героев в Московском парке Победы в Санкт-Петербурге, открыт 4 ноября 2015 года.
- Именем героя назван вертолёт Ми-8МТВ-5 16-й гвардейской бригады армейской авиации Южного военного округа (2021)[13].
- 15 декабря 2021 года юнармейскому отряду «Высота 6.04» ГБОУ № 604 Пушкинского района Санкт-Петербурга присвоено имя Н. С. Майданова с вручением именного знамени.
- Бюст в Сызранском филиале Военно-воздушной академии, открыт 31 мая 2022 года[14].

## Факты
- Николай Майданов — один из четырёх человек, удостоенных как звания Героя Советского Союза, так и Героя Российской Федерации, и единственный, кому оба звания были присвоены за подвиги на поле боя.
- Борттехником на вертолёте Майданова во время его службы в Забайкалье и Афганской войны был Анатолий Вячеславович Лебедь — будущий Герой Российской Федерации, один из двух офицеров спецназа, служивший с протезом ноги.